# II Испанская когорта римских граждан васконов
II Испанская когорта римских граждан васконов (лат. Cohors II Hispana Vasconum civium Romanorum) — вспомогательное подразделение армии Древнего Рима.
Данное подразделение было сформировано в провинции Тарраконская Испания из племени васконов. Время создания когорты точно неизвестно. По одной версии, она была создана Гальбой. Впервые подразделение появляется в датируемой эпиграфической надписи от 109 года. Согласно этим данным, оно стояло лагерем в провинции Мавретания Тингитанская, хотя, возможно, было переведено туда ещё при Домициане. Когорта находилась в этом же районе в 122, 156/157 году. Вероятно, она оставалась в Мавретании Тингитанской и в III веке. Почетный титул «civium Romanorum» был присвоен, по одной из версий, в правление императора Траяна.
Джон Спаул выдвинул версию, что военачальник II века Луций Абурний Торкват руководил II Испанской когортой васконов.